# 森谷正志
森谷正志（もりや まさし、1944年 - ）は、日本の牧師、神学校教師。長年保守バプテスト同盟内で神学教育に携わった。

## 経歴
- 1944年　山形県に生まれる。
- バプテスト聖書神学校（現仙台バプテスト神学校）
- 東北学院大学文学部史学科。
- 1974年　バプテスト聖書神学校舎監就任
- 1977年 - 1985年　保守バプテスト同盟、塩釜聖書バプテスト教会牧師
- 1987年　仙台バプテスト神学校専任教師（教頭）に就任、キリスト教史を教える。
- 1991年　仙台バプテスト神学校校長就任
- 2000年　川崎廣の後任で、蔵王キリスト教会牧師就任、同時に神学校の働きを兼任する。

## 訳書
- ミラード・J・エリクソン「キリスト教神学」第四巻